# Lucas Bernardi
Lucas Ademar Bernardi (Rosario, 27 september 1977) is een Argentijnse voetballer (middenvelder) die anno 2009 voor Newell's Old Boys uitkomt.
Bernardi speelde sinds 2004 5 interlands voor de Argentijnse nationale ploeg. Hij maakte zijn debuut tegen Japan.

## Carrière
- 1998-2000: Newell's Old Boys
- 2000-2001: Olympique Marseille
- 2001-2009: AS Monaco
- 2009-.......: Newell's Old Boys